# 남문2로
남문2로는 충청남도 서산시 해미면 옥거리교차로 에서 서산시 해미면 잠양교차로를 잇는 도로이다.

## 주요경유지
충청남도
- 서산시 (해미면)

## 노선
| 이름            | 접속 노선              | 소재지          | 소재지          | 비고                 |
| 덕지천로와 직결 | 덕지천로와 직결        | 덕지천로와 직결 | 덕지천로와 직결 | 덕지천로와 직결      |
| --------------- | ---------------------- | --------------- | --------------- | -------------------- |
| 옥거리 교차로   | 국도 제29호선 (중앙로) | 서산시          | 해미면          |                      |
| 서문삼거리      | 해운로                 | 서산시          | 해미면          | 지방도 제647호선구간 |
| (이름없음)      | 남문1로                | 서산시          | 해미면          | 지방도 제647호선구간 |
| 잠양교          |                        | 서산시          | 해미면          |                      |
| 잠양 교차로     | 중앙로                 | 서산시          | 해미면          |                      |
| 한티로와 직결   |                        |                 |                 |                      |

## 주요 건물및 시설
- HD현대오일뱅크 바위주유소 (남문2로 84/읍내리 462-5)
- 해미중학교 (남문2로 93/읍내리 450-1)
- 한국농어촌공사 서산태안지사 해미지소 (남문2로 101/읍내리 442-2)
- 해미면 행정복지센터 (남문2로 109/읍내리 353)
- 해미보건지소 (남문2로 109/읍내리 353)
- CU 서산해미점 (남문2로 116/읍내리 339-1)
- 해미우체국 (남문2로 117/읍내리 343-3)
- 롯데리아 서산해미점 (남문2로 121/읍내리 344)
- 빽다방 서산해미점 (남문2로 123/읍내리 367)
- GS25 해미읍성점 (남문2로 136/읍내리 327-1)
- 해미읍성 (남문2로 143/읍내리 491)
- CU 서산해미읍성점 (남문2로 159/읍내리 97-4)
- 해미파출소 (남문2로 183/황락리 371-1)
- 현대자동차 블루핸즈 해미점 (남문2로 186/휴암리 146-1)